# Обер де Ла-Шене де Буа, Франсуа-Александр
Франсуа-Александр Обер де Ла-Шене де Буа (фр. François-Alexandre Aubert de La Chenaye des Bois; 17 июня 1699 года, Эрне (фр.), Майен — 19 ноября 1784 года, Париж) — французский литератор, составитель компиляций и справочников (полиграф).

## Биография
Сын Пьера де Ла-Шене-Обера, сборщика пошлин в Эрне, и Анны Рише. По-видимому, его семья была не благородного происхождения.
Обучался в Кане. После смерти отца семья оказалась в бедственном положении, Франсуа-Александр постригся в монахи, и под именем Атаназа Авраншского вступил в орден капуцинов, что позволяло ему продолжать в монастыре в Эврё свои литературные занятия, при этом не порывая со светскими знакомыми.
Не чувствуя призвания к религии, он через некоторое время сбежал из монастыря, и поселился в Париже под именем господина де Сен-Марка, женившись на некоей Пикено де Лакруа. Через десять лет Обер де Ла-Шене, уже имевший нескольких детей, был разоблачен, как беглый монах, арестован по приказу парижского архиепископа, и провел год в заключении в монастыре Сен-Лазер, где продолжал литературную работу и писал жалобы властям.
Архиепископ собирался вернуть его в Эврё, но заступники убедили министра полиции Морепа в 1747 году выслать Обера де Ла-Шене из страны, при условии, что тот расстанется с женой, которой было приказано оставаться в Париже.
Перебравшись в Амстердам, Обер де Ла-Шене вел трудную жизнь профессионального литератора, большей частью бедствовал и умер в нищете в парижском госпитале. Подробности его жизни известны плохо, но расставание с незаконной женой, вероятно, не было окончательным, поскольку власти при Старом режиме обычно закрывали глаза на подобные правонарушения.
За несколько десятилетий напряженной литературной деятельности Обер де Ла-Шене выпустил значительный объем печатной продукции, далеко не всегда отличавшейся качеством. В основном он работал в модном жанре комментариев к произведениям популярных авторов, а как литературный компилятор прославился составлением словарей по различным отраслям знаний.
Наиболее известным его сочинением является «Словарь дворянства», вышедший в Париже в 1757—1765 в 7 томах под инициалами M. D. L. C. D. B. Второе издание, дополненное Жаком Бадье (15 томов, 1780—1786), является библиографической редкостью, поскольку большая часть экземпляров погибла во время революции. Третье было выпущено в 1863—1876 в 19-ти томах издательством братьев Шлезингеров, а четвёртое (факсимильное) вышло в Париже в 1980 в 10-ти томах (ISBN 9782701302843). Словарь представляет собой компиляцию сведений из различных печатных источников по истории и генеалогии, в значительной степени основан на капитальной «Генеалогической и хронологической истории королевского дома Франции и высших сановников короны» отца Ансельма, намного уступает в качестве сочинениям профессиональных генеалогов, вроде Андре Дюшена, работавших непосредственно с документами, и содержит немало ошибок, но значительно превосходит прочие подобные сборники по охвату материала.
Как журналист, Обер де Ла-Шене каждый понедельник присылал из Амстердама генерал-лейтенантам королевской полиции Фейдо де Марвилю, а затем Берье, свой еженедельный журнал Les Lettres hollandaises, добавляя к печатному изданию новости, написанные от руки. Взамен чиновники должны были оказывать финансовую помощь его жене, официально именовавшейся «сестрой». Алчный Берье присваивал себе большую часть дохода от публикации, выплачивая даме лишь незначительные суммы.
Обер де Ла-Шене умер без средств в 1784 году. Его описывают как «человека высокого роста, смуглого цвета лица, лишенного оспы». Его адрес в Париже был на улице Сен-Андре де Арт (фр.), рядом с «Отелем де Олланд».

## Публикации
- Correspondance historique, philosophique et critique pour servir de réponse aux Lettres juives. — La Haye: Van Dole, 1737—1738, 3 vol.
- Lettre a Madame la Comtesse D*** pour servir de supplément à l'Amusement philosophique sur le langage des bêtes. — P.: F. Merigot, 1739
- L'astrologue dans le puits, à l'auteur de la nouvelle astronomie du Parnasse. — P., 1740, in-12
- Lettres amusantes et critiques sur les romans en général, anglais et français, tant anciens que modernes. — P.: Gissey, 1743
- Lettre à M.le marquis de… sur le mérope de M. de Voltaire, 1743
- Le Parfait Cocher ou l'art d'entretenir et de conduire un équipage à Paris et en campagne avec une instruction aux cochers sur les chevaux de carrosse et une connaissance abrégée des principales maladies auxquelles les chevaux sont sujets, (par le duc de Nevers), 2e édition. — P. Mérigot, 1744
- Lettres critiques avec des songes moraux, sur les songes philosophiques de l'auteur des Lettres Juives. — Amsterdam, 1745
- Dictionnaire militaire ou recueil alphabétique de tous les termes propres à la guerre sur ce qui regarde la tactique, le génie, l'artillerie, la subsistance des troupes, la marine. — P.: David et Gosey, 1745—1746, 3 volumes; Egger, Dresde: Walter, 1750; Supplément, tomes 5 et 6, P., 1759
- Dictionnaire des aliments, vins et liqueurs. P., 1750
- Dictionnaire universel d’agriculture et de jardinage, de fauconnerie, chasse, pêche, cuisine et manège, en deux parties : La première, enseignant la maniere de faire valoir toutes sortes de Terres, Prés, Vignes, Bois ; de cultiver les Jardins potagers, fruitiers, à fleurs, & d’ornement ; de nourrir, élever, & gouverner les Bestiaux & la Volaille ; avec une explication des Plantes, Arbrisseaux, Arbustes, & Arbres qui croissent en Europe. La seconde, donnant des règles pour la Volerie, la Chasse & la Pêche, & des remedes pour les Oiseaux de Fauconnerie, les Chevaux, & les Chiens de chasse dans leurs maladies. — P.: David le Jeune, 1751, 2 vol. in-4°
- Éléments de l'art militaire par d'Héricourt, 1752—1758, 6 vol
- Almanach des corps des marchands et des communautés du royaume, Paris, N.-B. Duchesne, 1753-, in-24
- Ordre naturel des Oursins de mer et fossile avec des observations sur les piquants des Oursins de mer et quelques remarques sur les Belermites ; traduction de l'ouvrage de Th. Klein. — P., 1754
- Doutes ou observations de Th. Klein sur le système de Linnoeurs, avec des remarques sur les crustacés, sur les animaux qui ruminent et sur la vie de l'homme comparée avec celle des animaux ; traduction de cet ouvrage. — P., 1754
- Système naturel du règne animal par classes, familles, ordres, etc. — P., 1754, 2 vol. in-8°
- Étrennes militaires, 1755—1759
- Dictionnaire généalogique, héraldique, chronologique et historique, contenant l'origine et l'état actuel des premières maisons de France, des maisons souveraines et principales de l'Europe ; les noms des provinces, villes, terres, … érigées en principautés, duchés, marquisats, comtés, vicomtés et baronneries ; les maisons éteintes qui les ont possédées, celles qui par héritage, alliance ou achat ou donation du souverain les possèdent aujourd'hui, les familles nobles du royaume et les noms et les armes dont les généalogies n'ont pas été publiés par M. D. L. C. D. B. — P.: Duchesne, 1757—1765
- Œuvres militaires dédiées au prince de Bouillon, Charleville : Thézin. — P.: veuve David, 1757
- Dictionnaire militaire portatif contenant tous les termes propres à la guerre sur ce qui regarde la tactique, le génie, l'artillerie, la substance, la discipline des troupes et la marine, Gisey, 1758 ; 2è édition. — P.: Duchesne, 1759
- Dictionnaire raisonné universel des animaux, ou le règne animal, consistant en quadrupèdes, cétacés, oiseaux, reptiles, poissons, insectes, vers, etc.. — P.:C.-J.-B. Bauche, 1759, 4 vol. in-4°
- Le Calendrier des Princes et de la Noblesse de France contenant l'État actuel des maisons souveraines, princes et seigneurs de l'Europe. — P.: Veuve Duchesne, 1762 et années suivantes
- Dictionnaire domestique portatif, contenant toutes les connoissances relatives à l’œconomie domestique et rurale, où l’on détaille les différentes branches de l’agriculture, la manière de soigner les chevaux, celle de nourrir et de conserver toute sorte de bestiaux, celle d’élever les abeilles, les vers-à-soie, et dans lequel on trouve les instructions nécessaires sur la chasse, la pêche, les arts, le commerce, la procédure, l’office, la cuisine…, par une Société de gens de lettres. — P.: Vincent, 1762—1764, 3 vol. in-8°. 2e éd. revue et corrigée, . — P.: Lottin le jeune, 1769, 3 vol. in-8°
- Étrennes de la noblesse ou État actuel des familles nobles de France et des maisons et princes souverains de l'Europe. — P.: Des ventes de la Doué, 1772—1780
- Dictionnaire historique des mœurs, usages et coutumes des Français, contenant aussi les établissements, fondations, époques, progrès dans les sciences et dans les arts et les faits les plus remarquables arrivés et intéressants depuis l'origine de la monarchie jusqu'à nos jours. — P.: Vincent, 1767, 3 vol.
- Dictionnaire historique des antiquités, curiosités et singularités des villes, bourgs et bourgades de France, 1769, 3 vol.
- État de la Noblesse, Année 1781. — P.: Onfroy, Lamy, 1781